# Русский Урмат
Русский Урмат — деревня в Высокогорском районе Татарстана. Входит в состав Иске-Казанского сельского поселения.

## География
Находится в северо-западной части Татарстана на расстоянии приблизительно 23 км на восток-северо-восток по прямой от районного центра поселка Высокая Гора на автомобильной дороге Казань-Пермь.

## История
Основана в конце XVIII века помещиком И. Ф. Еремеевым, упоминалась также как Старый Урмат, Теребиловка. Ныне имеет дачный характер.

## Население
Постоянных жителей было: в 1859—246, в 1897—331, в 1908—299, в 1920—286, в 1926—326, в 1938—232, в 1949—188, в 1958—185, в 1970 — 49, в 1989 — 34, 2 в 2002 году (русские 100 %), 0 в 2010.